# Rhinobatos productus
Espèce
Statut de conservation UICN

 NT  : Quasi menacé
Rhinobatos productus (raie guitare maculée) est une raie de la famille rhinidae.